# Rubus sneydii
Rubus sneydii är en rosväxtart som beskrevs av Eric Smoothey Edees. Rubus sneydii ingår i släktet rubusar, och familjen rosväxter. Inga underarter finns listade i Catalogue of Life.